# Tetraplandra
Tetraplandra é um género botânico pertencente à família Euphorbiaceae.

## Sinonímia
- Dendrobryon Klotzsch ex Pax & K.Hoffm.

## Espécies
Constituido por dez espécies:
| - Tetraplandra amazonica - Tetraplandra anomala - Tetraplandra bahiensis - Tetraplandra dimitrii - Tetraplandra gibbosa | - Tetraplandra grandifolia - Tetraplandra kuhlmannii - Tetraplandra leandri - Tetraplandra longipetiolata - Tetraplandra riedelii |

## Nome e referências
Tetraplandra Baill.